# Johnson Nnamani
Johnson Nnamani (* 28. Juli 2003) ist ein nigerianischer Sprinter, der sich auf den 400-Meter-Lauf spezialisiert hat.

## Sportliche Laufbahn
Erste internationale Erfahrungen sammelte Johnson Nnamani im Jahr 2021, als er bei den U20-Weltmeisterschaften in Nairobi mit der nigerianischen Mixed-Staffel in 3:19,70 min die Goldmedaille gewann und mit der Männerstaffel über 4-mal 400 Meter in 3:07,19 min den vierten Platz belegte. Im Jahr darauf schied er bei den Afrikameisterschaften in Port Louis mit 48,21 s im Halbfinale über 400 Meter aus und gewann mit der Staffel in 3:07,05 min gemeinsam mit Chidi Okezie, Sikiru Adeyemi und Ifeanyi Emmanuel Ojeli die Bronzemedaille hinter den Teams aus Botswana und Sambia.
2022 wurde Nnamani nigerianischer Meister in der 4-mal-400-Meter-Staffel.

## Persönliche Bestzeiten
- 200 Meter: 21,56 s (0,0 m/s), 13. März 2022 in Benin City
- 400 Meter: 46,23 s, 13. Mai 2022 in Abuja